# Steinhuder Meer
Steinhuder Meer – jezioro w północnych Niemczech, największe w Dolnej Saksonii, położone na północny zachód od Hanoweru.
Powierzchnia jeziora wynosi 27 km², a głębokość nie przekracza 3 m. Lustro wody znajduje się na wysokości 29 m n.p.m. Jezioro zasilane jest wodami podziemnymi. Odpływ wód następuje poprzez rzekę Steinhuder Meerbach, w kierunku Wezery. Zachodni i północno-wschodni brzeg jeziora pokrywają bagna, objęte ochroną jako rezerwaty przyrody. Jezioro znajduje się w granicach utworzonego w 1974 roku parku krajobrazowego Naturpark Steinhuder Meer, o powierzchni 310 km². Nad jeziorem położone są miejscowości Steinhude (część miasta Wunstorf) i Mardorf (część Neustadt am Rübenberge).
Na jeziorze uprawiane są sporty wodne i wędkarstwo (połów węgorzy, sandaczy, okoni, szczupaków).
W zachodniej części wyspa znajduje się sztucznie usypana wyspa, a na niej forteca Wilhelmstein, wzniesiona w XVIII wieku dla hrabiego Wilhelma Schaumburg-Lippe.